# Andreas Nowak (Politiker)

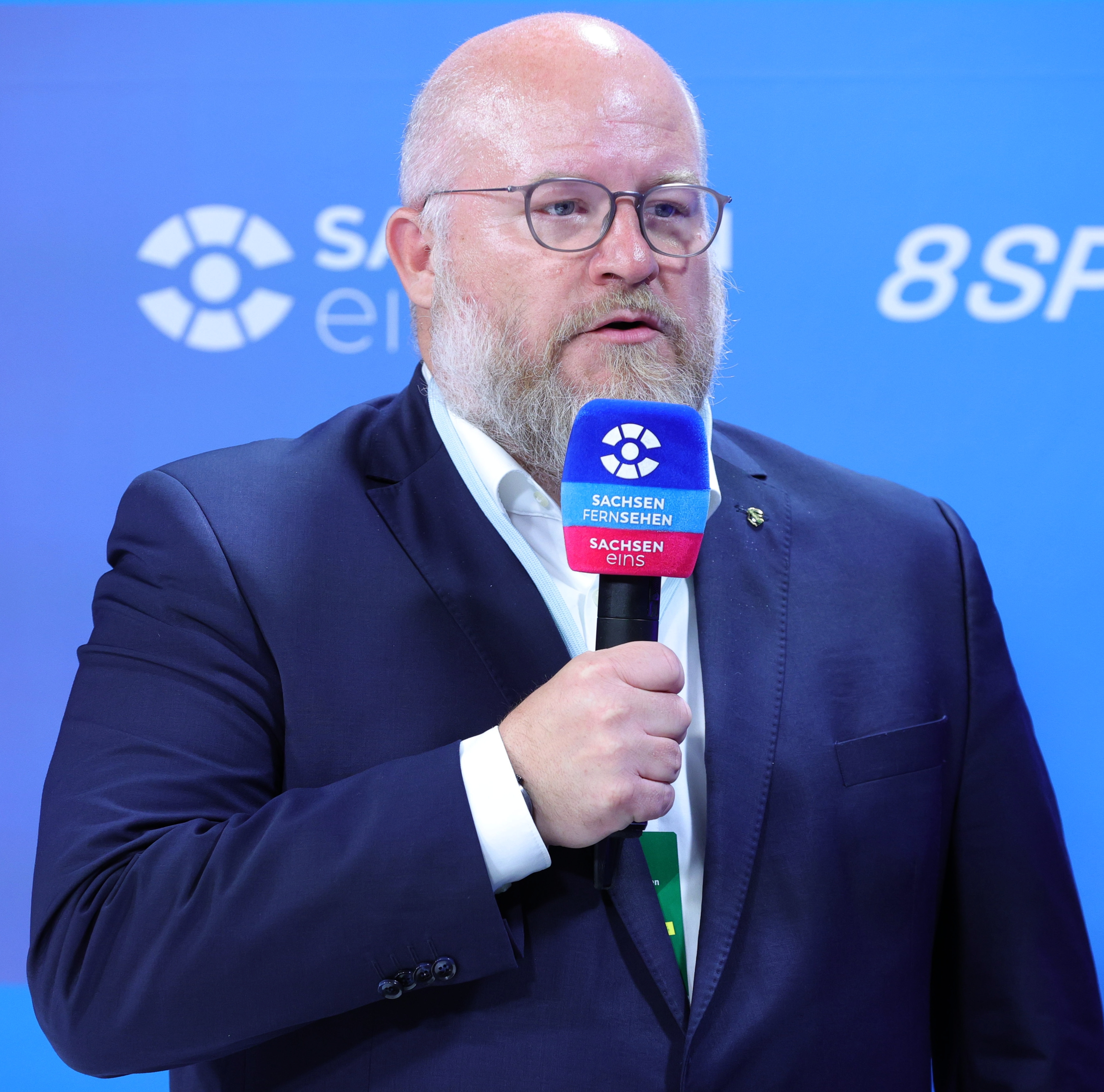
Andreas Nowak, 2024

Andreas Nowak (* 12. April 1975 in Dresden) ist ein deutscher Politiker (CDU). Er ist seit 2014 Abgeordneter des Sächsischen Landtags.

## Werdegang
Nowak machte 1993 in Leipzig das Abitur und studierte in der Folge Rechtswissenschaften an der Universität Leipzig und der Technischen Universität Dresden. 2001 wechselte er in den Internationalen UNECSO-Masterstudiengang Kultur & Management, ein Gemeinschaftsprojekt der Technischen Universität Dresden, der Hochschule Zittau/Görlitz (University of Applied Sciences) und des Instituts für kulturelle Infrastruktur Görlitz. Er ist Mitglied der in dieser Zeit gegründeten Künstlergruppe Alfred Nobel.
Nowak arbeitete 1991/1992 als freier Mitarbeiter für Sachsenradio/mdr 1 Radio Sachsen und ab 1994 für den privaten Anbieter Radio Energy Sachsen. 1999 war er PR-Chef für die Kommunikation von Ministerpräsident Kurt Biedenkopf in der Landtagswahlkampagne zur Wahl zum 3. Sächsischen Landtag. In der Folge war er als Berater unter anderem für den Leipziger Opernball und die Kampagne von Oberbürgermeister Klaus Mättig in Freital tätig.
2002 und 2003 arbeitete er in der nationalen Auswahlphase für die Bewerbung der Stadt Leipzig um die XXX. Olympischen Sommerspiele 2012. Seit 2003 ist Nowak als freiberuflicher Berater für Kommunikation und Marketing in den Bereichen Politik, Kultur und Wirtschaft tätig.
Nowak ist römisch-katholisch, ledig und hat keine Kinder. Er ist der Sohn von Wolfgang Nowak, bis 2002 stellvertretender Vorsitzender der CDU-Fraktion im Sächsischen Landtag.

## Politik
Nowak gehört zu den Gründungsmitgliedern der Jungen Union Sachsen im Herbst 1989, war deren Pressesprecher von 1990 bis 1992.
Von 2010 bis 2015 war er Vorsitzender des CDU-Ortsverbandes Leipzig-Nordost. Bei der Wahl des Leipziger Oberbürgermeisters im Jahr 2013 agierte Nowak als Pressesprecher des CDU-Kandidaten Horst Wawrzynski.
Nowak wurde bei der Landtagswahl in Sachsen am 31. August 2014 als Direktkandidat im Wahlkreis Leipzig 3 in den Sächsischen Landtag gewählt. Bei der Landtagswahl in Sachsen 2019 wurde er im Wahlkreis Leipzig 3 mit 28,3 Prozent der Direktstimmen erneut zum Wahlkreisabgeordneten gewählt. Bei der Landtagswahl 2024 wurde er über das Direktmandat im Wahlkreis Leipzig 5 erneut in den Landtag gewählt. Nowak ist verkehrspolitischer Sprecher der CDU-Landtagsfraktion.
Am 16. Oktober 2021 wurde Nowak mit 81 % der Mitgliederstimmen als Nachfolger von Thomas Feist zum Vorsitzenden der CDU Leipzig gewählt.